# Rumija (Schiff)
Die Rumija war über zehn Jahre die königliche Yacht Montenegros. Als Schiff mit Maschinenantrieb und geringem Tiefgang gewann sie in den Balkankriegen und zu Beginn des Ersten Weltkriegs historische Bedeutung; denn sie allein ermöglichte die Seeversorgung des Königreichs und des verbündeten Serbiens mit Lebensmitteln, Truppen und Kriegsmaterial.

## Geschichte
Sultan Abdülhamid II. kaufte die zweimastige Dampfyacht Zaza im Vereinigten Königreich für 12.610 Pfund als Geschenk für Fürst Nikola von Montenegro. Am 1. Januar 1905 erreichte die Yacht Pristan, wo die türkische von einer montenegrinischen Besatzung abgelöst wurde. Kapitän wurde Niko Janković aus Igalo. In den ersten Monaten befuhr die königliche Familie die Küste Montenegros von der Bucht von Kotor bis Albanien. Am 23. März 1905 nahm Prinz Nikola in Antivari an den Feierlichkeiten zum Baubeginn der Mole teil. Als Danilo von Montenegro vier Monate später den Bojana bereiste, wurde beschlossen, das Schiff auf Rumija umzutaufen. Am 14. Januar 1912 übernahm Ivo Đokić aus Antivari die Führung des Schiffs. Die Maschinisten waren Labud Nut (1905), Stefan Ingriz (1910) und Ivan Richter (1913).

### Logistische Bedeutung
In den Balkankriegen von 1912 bis 1913 diente die Yacht zum Transport von Kriegsgütern. In San Giovanni di Medua half die Rumija auf Reede liegenden griechischen Frachtschiffen, serbische Truppen auszuschiffen und anzulanden. Im Ersten Weltkrieg war die Rumija Montenegros einziges (größeres) Schiff mit Dampfantrieb. Deshalb diente sie unter anderem zum Entladen von Frachtern der Verbündeten, die nicht an der Mole von Antivari anlegen konnten und auf der Reede ankern mussten. Für die Versorgung der montenegrinischen Armee wurden von der Bojanamündung aus Frachtsegler eingesetzt. Bei Windstille war nur die Rumija in der Lage, sie in die Häfen von Dulcigno oder Antivari zu schleppen. Deshalb hatte die Yacht große Bedeutung. Österreich-Ungarn war bestrebt, den Nachschub für Montenegro zu unterbinden. Die Österreichische Marine errichtete deshalb bei Kriegsbeginn mit mehreren älteren Kriegsschiffen eine Seeblockade. Sie wurden im August 1914 von der Französischen Marine und der Royal Navy vertrieben, wobei der Kleine Kreuzer Zenta versenkt wurde.

### Versenkung
1915 beschloss die österreichische Marine eine Marineoperation gegen den Hafen Antivari. Die Rumija sollte gekapert und mitgenommen werden. Der erste Versuch zweier Torpedoboote (68 F und 15) scheiterte am Abwehrfeuer der montenegrinischen Küstenbatterien. Nachdem die Luftaufklärung am 1. März 1915 auf der Hafenmole große Warenmengen ausgemacht hatte, wurde ein sofortiger Neuversuch befohlen. In der Nacht desselben Tages verließen drei Torpedobootszerstörer der Huszár-Klasse (Csikós, Streiter, Ulan) und drei Torpedoboote (57 T, 66 F, 67 F) die Bucht von Kotor. Sie sollten die Rumija aufbringen oder versenken, die Hafenmole verminen, die Hafenmagazine sprengen und die Holzmole zerstören. Als die Schiffe um 2:30 Uhr Antivari erreichten, herrschten starker Regen und Südwestwind. Kurz darauf eröffneten die Küstenbatterien das Feuer. Während die Torpedobootszerstörer von ihren Sicherungspositionen aus das Feuer erwiderten, liefen die kleineren Torpedoboote in den Hafen ein. Das Torpedoboot 67 F zerstörte mit einem Torpedo die Holzmole. Das Torpedoboot 66 F warf drei Seeminen vor der Steinmole und die von dem Boot gelandete Sprengabteilung setzte in den Schuppen die Getreidevorräte in Brand. Der Zweite Offizier des Torpedoboots 57 T, Fregattenleutnant Paul Hermann Meixner, sprang mit acht Mann auf das Deck der Rumija und befestigte Leinen, um die Yacht in Schlepp zu nehmen. Die Besatzung hatte beim Beginn der Schießerei das Weite gesucht. Nach dem Lösen von der Mole und dem Sprengen der Ankerketten trieb die Rumija frei nach Nordosten. Da sie im Seegang stark zu rollen begann, war ein schnelles Wegschleppen nicht möglich. Außerdem bestand die Gefahr, dass die Schleppleinen rissen. Zugleich näherte sich das Schiff der Reichweite der Küstenbatterien. Linienschiffsleutnant Heinz Erian entschloss sich deshalb, seine Leute wieder an Bord zu nehmen und die Yacht zu versenken. Aus einer Entfernung von 200 m versenkte das Torpedoboot 57 T um 03:45 Uhr mit einem Torpedo die Rumija. Der Hafen verlor seine einzige Schleppmöglichkeit. Die Zerstörung der Holzmole und die ausgebrachten Minen machten es größeren Schiffen unmöglich, den Hafen von Antivari anzulaufen. Das wird als wesentlicher Grund für die spätere Aushungerung des Königreichs Montenegro gesehen.

### Wrack
Der Schiffsrumpf liegt im Hafen von Bar in 14 m Tiefe. Die Masten und Decksaufbauten wurden in den 1950er Jahren abgetragen. Der Dampfkessel und die Maschine sind von oben frei zugänglich. Das Wrack steht unter Denkmalschutz. Sporttauchern ist der Zugang nicht erlaubt.

## Siehe auch

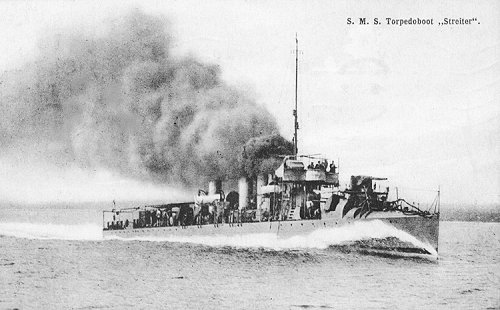
Die Streiter